# Energy Technology
Energy Technology ist eine begutachtete wissenschaftliche Fachzeitschrift, die vom Wiley-VCH-Verlag veröffentlicht wird. Die Zeitschrift wurde 2013 gegründet und erscheint derzeit mit 12 Ausgaben im Jahr.
Die Zeitschrift ist interdisziplinär ausgerichtet und hat das Ziel, diverse Wissenschaftsdisziplinen mit Bezug auf die Energieversorgung zu verknüpfen. Es werden Artikel zu allen Formen der Energiewandlung, zur Energiespeicherung und zu alternativen Treibstoffen publiziert. Die Zeitschrift publiziert sowohl Originäre Forschungsarbeiten als auch Review-Artikel.
Der Impact Factor lag im Jahr 2020 bei 3,727, womit das Journal auf Rang 66 von insgesamt 114 in der Kategorie „Energie und Treibstoffe“ gelisteten wissenschaftlichen Zeitschriften lag. Der fünfjährige Impact Factor betrug 3.727.